# Edward Hartshorne
Edward Yarnall Hartshorne, Junior (* 10. April 1912 in Hanover (New Hampshire), USA; † 30. August 1946) (der Name wird Harts-Horn ausgesprochen) war der wichtigste Universitätskontrolloffizier im Office of Military Government for Germany und verantwortlich für die Wiedereröffnung der deutschen Universitäten in der US-Besatzungszone nach dem Zweiten Weltkrieg.

## Familie und Studium
Edward Hartshorne heiratete Mai 1934 Elsa Minot, die Tochter des Harvard-Historikers Sidney Fay. Sie hatten die drei gemeinsamen Kinder Robin, Marian und Caroline. Hartshorne studierte am Department of Ethics and Sociology am Harvard College. 1933/1934 wurde er Doktorand am Department of Anthropology and Sociology der Universität Chicago. Für seine Doktorarbeit über „Deutsche Universitäten unter dem Nationalsozialismus“ reiste er 1935/36 nach Deutschland.

## Beruflicher Werdegang
Nach seiner Rückkehr wurde er Soziologiedozent an der Harvard-Universität, wo er Erstsemester unterrichtete. 1939 initiierte er mit den Harvard-Wissenschaftlern Sidney Fay und Gordon Allport (Psychologe) das Preisausschreiben „Mein Leben in Deutschland vor und nach dem 30. Januar 1933“, durch das über 250 Erfahrungsberichte von Emigranten aus dem Dritten Reich gesammelt und methodisch nach der sogenannten Chicago-Schule der Soziologie ausgewertet wurden. Dies brachte ihn dazu, öffentlich gegen den Isolationismus aufzutreten.
Für das Wintersemester 1941/-42 ließ sich Hartshorne für die Fertigstellung einer Studie beurlauben; er bewarb sich parallel am 10. Juli 1941 beim Bureau of the Coordinator of Information (COI) (später entstanden hieraus das Office of Strategic Services (OSS) und das Office of War Information). Am 1. September 1941 verließ er Harvard und wurde Regierungsmitarbeiter am Research and Analysis Branch des COI, hiermit war ein Publikationsverbot verbunden. Er wechselte zum Research and Analysis Branch des OSS und wurde Dozent am Office of War Information. 1943 wurde er als Verhöroffizier der Psychological Warfare Division (PWD) in Tunesien und Italien eingesetzt. Dort wurde er Anfang Juli einer der Verbindungsmänner zwischen dem deutschen Botschafter am Vatikan Ernst von Weizsäcker und den Alliierten. Nach dem Attentat vom 20. Juli 1944 wurde er nach London versetzt und kehrte von dort in die USA zurück.

## In Deutschland
Ab Januar 1945 wurde Hartshorne vom Alliierten Oberkommando (SHAEF) u. a. für die Entnazifizierung der Kölnischen Zeitung eingesetzt. Im April nutzte er die Gelegenheit, ein Team zu übernehmen, dass in Deutschland nach dem Reichspresseleiter Max Amann suchen sollte. Bei diesem Auftrag kam er auch nach Marburg, wo ihm klar wurde, dass er eher dazu berufen war, das deutsche Universitätssystem wiederzubeleben. Er ließ sich in die Abteilung für Religion und Erziehungswesen (Education and Religious Affairs Section) versetzen, die nach mehrfachen Umbenennungen der Militärregierung untergeordnet war (Office of Military Government, U.S. for Germany). Als Erstes begleitete er im Juli 1945 Generalmajor Morrison C. Stayer auf einer Inspektionsreise durch die medizinischen Fakultäten. Diese stellten sich als das Schlupfloch heraus, mit dem auch die Universitäten insgesamt erhalten werden konnten, denn nach der Befehlslage hätten sie eigentlich vollständig geschlossen werden müssen.
Hartshorne galt bald als der kenntnisreichste Spezialist für das höhere Erziehungswesen in Deutschland. Als Universitätskontrolloffizier (higher education officer) war er unmittelbar für Heidelberg und Marburg zuständig. An diesen beiden Beispielen erarbeitete er die standard operating procedure für die Entnazifizierung und Wiedereröffnung aller sieben Universitäten in der US-Zone. Er wählte die Universitäten aus, die für eine Wiedereröffnung geeignet erschienen – die Universität Gießen wurde in diesem Prozess zunächst geschlossen –, plante und überwachte den Öffnungsprozess. Darüber hinaus war er auch als Politikberater tätig. Bevor die örtlichen Planungskomitees zu funktionieren anfingen, war Hartshorne ständig im Land unterwegs, ohne mehr als vier Tage an einem Ort zu verbringen. Nachdem das Land Groß-Hessen mit Universitäten in Frankfurt, Gießen und Marburg proklamiert worden war, wurde Hartshorne dort für das Hochschulwesen zuständig. Es gelang ihm auch, seine Frau davon zu überzeugen, nach Deutschland zu kommen. Sie traf im Juni 1946 mit den drei Kindern ein.

## Früher Tod
Im Frühjahr 1946 berichteten US-amerikanische Zeitungen, dass die Entnazifizierung der bayerischen Universitäten nicht gelungen sei. General Lucius Clay schickte Hartshorne, um die Vorwürfe zu untersuchen. Ab 1. August wurde Hartshorne zusätzlich Entnazifizierungsoffizier für Bayern. Während er in diesem Auftrag unterwegs war, wurde er am Abend des 28. August auf der Autobahn Richtung Nürnberg nach einem Überhol- und anschließendem Bremsmanöver aus einem fahrenden Jeep durch einen Kopfschuss schwer verletzt. Der Täter soll ein 19 Jahre alter deutscher, betrunkener Schwarzmarkthändler gewesen sein. Er wurde wenig später selbst von der Armeepolizei erschossen. Der Fall ist bis heute ungeklärt. Es könnte sich um einen Auftragsmord gehandelt haben, da Hartshorne möglicherweise Kenntnisse erlangte, dass das Counter Intelligence Corps (CIC) über die Geheimroute des Vatikans (Klosterroute oder Rattenlinien) hochrangige Nazis nach Südamerika schleuste. Hartshorne erlangte vor seinem Tod zwei Tage später das Bewusstsein nicht wieder. In nur 15 Monaten hatte er die drei Universitäten Heidelberg, Marburg und Frankfurt entnazifiziert und wiedereröffnet sowie mit einer Ausnahme die Öffnung der anderen Universitäten in der US-Zone vorbereitet.